# Chenfangji (sockenhuvudort i Kina, Jiangxi Sheng, lat 28,06, long 116,55)
Chenfangji är en sockenhuvudort i Kina. Den ligger i provinsen Jiangxi, i den sydöstra delen av landet, omkring 95 kilometer sydost om provinshuvudstaden Nanchang. Antalet invånare är 10 765. Befolkningen består av 5 004 kvinnor och 5 761 män. Barn under 15 år utgör 22,0 %, vuxna 15-64 år 71 %, och äldre över 65 år 5,0 %.
Runt Chenfangji är det ganska tätbefolkat, med 192 invånare per kvadratkilometer. Närmaste större samhälle är Maxu, 11,8 km nordväst om Chenfangji. I omgivningarna runt Chenfangji växer i huvudsak blandskog.
Genomsnittlig årsnederbörd är 2 491 millimeter. Den regnigaste månaden är juni, med i genomsnitt 454 mm nederbörd, och den torraste är oktober, med 26 mm nederbörd.